# Canto (альбом Чарльза Ллойда)
Canto — студийный альбом американского джазового саксофониста Чарльза Ллойда, записанный в декабре 1996 года и изданный 3 июня 1997 года на студии ECM Records. В состав квартета вошла ритм-секция Бобо Стенсон (фортепиано), Андерс Йормин (контрабас) и Билли Харт (барабаны).

## Отзывы
| Оценки критиков                      | Оценки критиков |
| Источник                             | Оценка          |
| ------------------------------------ | --------------- |
| AllMusic                             | [ 2 ]           |
| Том Халл                             | B+ ()           |
| The Penguin Guide to Jazz Recordings | [ 4 ]           |

Альбом Canto получил положительные отзывы критиков.
В рецензии Тома Юрека на AllMusic альбом получил 4,5 звезды и говорится, что «Canto — это песня мастера, который использует все свои инструменты для создания произведения искусства».
В рецензии Алекса Хендерсона на All About Jazz говорится следующее: «Ллойд, как и Трэйн, всегда был очень духовным, и невозможно обойти тот факт, что духовность является важнейшей частью Canto. Вознаграждающая постбоповая сессия обладает медитативным качеством, а модальные импровизации Ллойда в значительной степени опираются на духовную музыку Ближнего Востока и Азии… [это] сильное дополнение к каталогу Ллойда».

## Список композиций
Автор всех композиций Чарльз Ллойд.
1. «Tales of Rumi» — 16:41
2. «How Can I Tell You» — 6:18
3. «Desolation Sound» — 6:05
4. «Canto» — 13:20
5. «Nachiketa’s Lament» — 6:18
6. «M» — 13:13
7. «Durga Durga» — 3:20

## Персоналии
- Чарльз Ллойд — тенор-саксофон
- Бобо Стенсон (фортепиано)
- Андерс Йормин (контрабас)
- Билли Харт (барабаны)